# Куйб
Куйб (рум. Cuib) — село у повіті Прахова в Румунії. Входить до складу комуни Горнет.
Село розташоване на відстані 77 км на північ від Бухареста, 21 км на північ від Плоєшті, 68 км на південний схід від Брашова.

## Населення
За даними перепису населення 2002 року у селі проживали 332 особи, усі — румуни. Усі жителі села рідною мовою назвали румунську.